# Stanislas Wąsowicz
 (février 2017).
Si vous disposez d'ouvrages ou d'articles de référence ou si vous connaissez des sites web de qualité traitant du thème abordé ici, merci de compléter l'article en donnant les références utiles à sa vérifiabilité et en les liant à la section « Notes et références ».
Stanislas Wąsowicz, né en 1785 en Volhynie et mort le 30 juin 1864 à Paris 8e, est un officier polonais ayant servi durant les guerres napoléoniennes. 

## Biographie
Stanislas Wąsowicz est lieutenant en 1812, lorsque le général Krasiński le désigne afin de servir de guide et d'interprète à l'Empereur lors de la retraite de Russie. Il commande par la suite le 4e escadron du 3e régiment des éclaireurs de la Garde impériale. Colonel en 1814, il est général lors de l'Insurrection de novembre 1830.
Il épouse Anna, comtesse Tyszkiewicz.